# Radio RTR
Radio RTR, anciennement Radio Rumantsch (RR), est la radio généraliste publique suisse en romanche de la Radio e Televisiun Rumantscha pour la Suisse rhéto-romane.

## Histoire
Le 17 janvier 1925 est diffusée la première émission de radio en romanche sous la responsabilité de Felix Huonder. À partir de 1943, les premières émissions régulières en romanche sont diffusées chaque vendredi du mois. 
Radio Rumantsch est créée en 1954 lorsque commence ses premières émissions de radio pour le canton des Grisons. Las Cristallas, le « radioscola » romanche (lectures de textes en romanche à la radio pour apprendre la langue), est diffusé pour la première fois le 27 janvier 1955 pour célébrer le 17e anniversaire du vote de 1938 faisant du romanche la quatrième langue nationale suisse.
À la suite de la réorganisation de la SSR en 1991, Radio Rumantsch devient une unité d'entreprise autonome. Elle est rejointe en 1995 par la Televisiun Rumantscha, qui vient de se séparer de Schweizer Fernsehen DRS, pour former la Radio e Televisiun Rumantscha.

## Identité visuelle

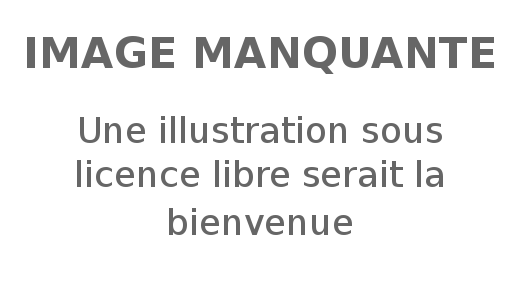
Logo de Radio Rumantsch de 1985 à 1994[réf. nécessaire].
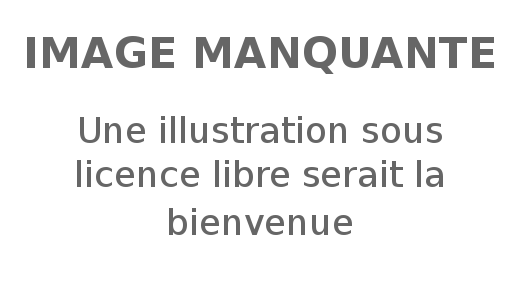
Logo de Radio Rumantsch de 1994 à 1998[réf. nécessaire].
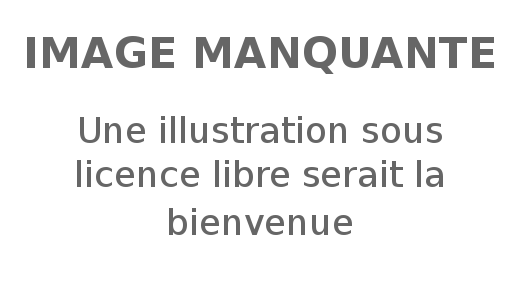
Logo de Radio Rumantsch de 1998 à 2004[réf. nécessaire].
Logo de Radio Rumantsch du 5 avril 2004 au 31 décembre 2010
Logo de la RTR, utilisée par Radio Rumantsch du 1er janvier 2011 à 2019
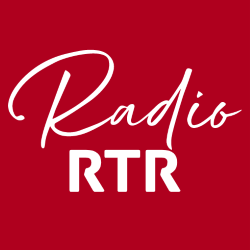
Logo de Radio RTR depuis 2019

## Organisation

### Direction
Directeur de la radio :
- Erwin Ardüser

### Siège
Le siège administratif de la Radio RTR est situé à Coire. La radio possède également des bureaux à Surses, Ilanz/Glion, Scuol, Val Müstair, Samedan et Berne.

### Capital
La Radio RTR dépend à 100 % de la RTR.

## Diffusion
Radio RTR est diffusée en FM dans le canton des Grisons et sur tout le territoire helvétique, mais aussi par satellite sur toute l'Europe. Sa part de marché en Suisse rhéto-romane est de 14,4 %.

## Programme
Radio RTR émet en romanche 14 heures par jour du matin à 6 heures au soir à 21 heures. La nuit, elle reprend les émissions de Radio SRF 3 et Radio SRF 1. 
Destinée à un large public, cette station propose un programme généraliste avec du divertissement, de l'information (du local à l'international), des rubriques sportives, le tout assorti d'une palette musicale très riche (variétés, tubes, musique folklorique, oldies). RTR accorde une large place à la musique locale, depuis la musique de chœur jusqu'au rock, en passant par le brass band et la pop, autant de genres souvent diffusés en exclusivité.
Ses programmes se composent de productions maison (environ 1h30), de productions achetées (environ 3h30) et de reprises (environ 185h). 